# O Pequeno Stuart Little 2
Stuart Little 2 (bra/prt: O Pequeno Stuart Little 2) é um filme de animação digital e live-action estadunidense dos gêneros comédia, aventura e infantil lançado em 2002, dirigido por Rob Minkoff. É a sequência de O Pequeno Stuart Little de 1999, que por sua vez é vagamente baseado no livro infantil Stuart Little de 1945 de autoria do escritor E.B White; o filme conta com as atuações de Geena Davis, Hugh Laurie e Jonathan Lipnicki, acompanhados das dublagens de Michael J. Fox, Nathan Lane, Melanie Griffith, James Woods e Steve Zahn. Ambientado três anos após os eventos do primeiro filme, Stuart Little e o gato da família Snowbell devem salvar um pequeno pássaro fêmea chamado Margalo de um falcão malvado conhecido apenas como "O Falcão".
O filme foi lançado nos cinemas norte-americanos em 19 de julho de 2002 e arrecadou quase cento e setenta milhões de dólares contra um orçamento de cento e vinte milhões. Foi seguido por um terceiro filme lançado diretamente em vídeo chamado Stuart Little 3: Call of the Wild em 2005; no entanto, ao contrário dos dois filmes anteriores, que misturavam técnicas de CGI e ação com atores reais, este terceiro longa foi totalmente animado.

## Enredo
Três anos depois de ser adotado, Stuart Little questiona suas habilidades após uma partida de futebol desastrosa ao lado de seu irmão adotivo George, que acidentalmente o chutou com a bola de futebol para fazer o gol da vitória do time. O relacionamento de Stuart com George fica ainda mais tenso depois que ele inadvertidamente liga um avião de brinquedo e voa com ele pelo Central Park até cair no chão, destruindo-o. O pai adotivo de Stuart, Frederick, tenta animá-lo, dizendo-lhe que "sempre há uma luz no fim do túnel".
Mais tarde, uma canário fêmea aparentemente ferida chamada Margalo cai bem em cima do carrinho de brinquedo de Stuart durante sua volta da escola. Stuart a leva para casa e a apresenta à família Little, onde ele convida Margalo a ficar com eles por um tempo, ao qual ela aceita. No entanto, Margalo está secretamente ajudando um falcão peregrino ganancioso a roubar objetos de valor de famílias ao ganhar a confiança dos proprietários das joias; órfã desde que era filhote, Margalo ajuda o Falcão em troca de ter um lar para morar, mas Margalo fica relutante em roubar dos Littles uma vez que já se apegou a eles, especialmente com Stuart. Incapaz de se concentrar em sua missão a mando de Falcão, Margalo se torna uma amiga íntima de Stuart. O Falcão acaba perdendo a paciência e ameaça comer Stuart, a menos que Margalo roube a aliança de Eleanor; preocupada com a vida de Stuart, ela obedece com relutância.
Quando os Littles se dão por falta do anel de Eleanor, eles suspeitam que objeto caiu na pia da cozinha enquanto Eleanor lavava a louça; Stuart se oferece para adentrar pelo ralo com ajuda de um barbante para recuperá-lo, mas a corda arrebenta enquanto ele está no ralo. Margalo, atingida pela culpa, o salva e fica da casa dos Littles na noite seguinte para proteger Stuart de um possível ataque do Falcão. Algum tempo depois, após Margalo ir embora da casa dos Littles repentinamente, Stuart assume que ela foi sequestrada pelo Falcão e decide resgatá-la com o gato dos Littles, Snowbell; antes de partir, Stuart pede a George para mentir sobre seu paradeiro para seus pais enquanto ele estiver fora, assim dando-lhe cobertura.
Com a ajuda de um dos amigos de Snowbell, um gato vira-lata chamado Monty, Stuart e Snowbell descobrem que o Falcão reside no topo do Pishkin Building, em Nova Iorque; antes de subirem o prédio, Stuart faz uma ligação para sua casa para avisar George onde ele e Snowbell estão. Apesar de revelar a Stuart que Margalo trabalha para ele e que fingiu ser ferida para roubar o anel de Eleanor, Stuart não acredita até que o próprio Falcão revele que ele realmente está com o anel. Depois de uma breve discussão, Margalo tenta garantir a Stuart que, apesar de seguir as ordens do Falcão, ela sempre nutriu a amizade pelo rato; Stuart implora para que ela volte para casa com ele, mas o Falcão se recusa, uma vez que, se ela partir, ele não terá mais a preciosa ajuda da ave para realizar seus furtos. Em retaliação, Stuart ataca o Falcão atirando uma flecha na cara dele, mas isso acaba sendo inútil e ele só consegue provocar fúria em Falcão a ponto dele tentar matar Stuart, jogando-o do alto do edifício; contudo, Stuart acaba caindo em um saco de um caminhão de lixo que passa na rua, o que amortece a sua queda, mas leva-o para longe do prédio. O Falcão prende Margalo em uma lata de tinta como punição por trair sua confiança, mas Snowbell consegue chegar ao topo do prédio enquanto o Falcão está ausente e a liberta.
Recuperando a consciência a bordo de uma barcaça de lixo partindo do porto de Nova Iorque, Stuart, para sua infelicidade, pensa em desistir até encontrar o seu avião de brinquedo destruído em meio à pilha de lixo; apesar das más condições, Stuart consegue por o brinquedo em funcionamento e voa de volta para o Pishkin Building para resgatar Margalo e Snowbell. Enquanto isso, os Littles estão bravos com George por mentir e exigem que ele revele onde Stuart está; George relutantemente diz a eles que Stuart está no Edifício Pishkin. Enquanto isso, o Falcão ataca Snowbell por se envolver no conflito e tenta jogá-lo do topo do prédio com o gato dentro da lata de tinta onde Margalo estava, mas Margalo se rebela contra o vilão e ameaça jogar o anel fora se o Falcão atirar Snowbell do edifício. Irritado com sua rebeldia, Falcão exige que ela devolva o anel imediatamente, mas Margalo firma sua determinação e tenta fugir com o objeto, originando uma perseguição pelos céus da cidade entre os dois. Assim que o Falcão a alcança, Stuart salva Margalo em seu avião, enfurecendo o Falcão a ponto de tentar se concentrar em matar Stuart primeiro.
Os Littles os seguem para o prédio de táxi, enquanto Stuart e Margalo voam pelo Central Park, com o Falcão os perseguindo. O Falcão então arranca as asas superiores do avião de Stuart, deixando ele e Margalo com o avião fora de controle enquanto eles caem rapidamente em direção ao chão; Stuart, entretanto consegue reerguer a pequena aeronave e decide tentar enfrentar o Falcão diretamente. Usando a luz do sol refletida no anel de Eleanor para cegar temporariamente o Falcão, Stuart salta do avião pouco antes dele colidir com o Falcão; Margalo salva Stuart de uma posterior queda quando a hélice vinda do avião destruído corta o pára-quedas improvisado do rato e eles se reúnem com os Littles para voltar para casa. Falcão, acaba caindo em uma cesta de lixo na rua que estava sendo revirada por Monty à procura de comida.
Algum tempo depois, no telhado da casa de Stuart e sua família, Margalo se despede dos Littles e sai para migrar para o sul no inverno. Depois disso, Martha, a nova irmã recém-nascida de George e Stuart, diz suas primeiras palavras: "Tchau, tchau, passarinho", para o deleite da família, exceto Snowbell, que sorrateiramente diz que ficaria mais impressionado com ela pulando de uma árvore e aterrissando de pé (como se fosse um gato). Os Little comemoram antes de entrarem em sua casa.

## Elenco

### Elenco de atores
- Geena Davis como Eleanor Little
- Hugh Laurie como Frederick Little
- Jonathan Lipnicki como George Little
- Marc John Jefferies como Will Powell, amigo de George
- Jim Doughan como o treinador do time de futebol onde George joga
- Brad Garrett como o encanador chamado para procurar o anel de Eleanor nos canos da pia da cozinha
- Amelia Marshall como Rita Powell, a mãe de Will
- Ronobir Lahiri como motorista de táxi
- Maria Bamford como a professora da sala de Stuart
- Anna e Ashley Hoelck como Martha Little, a filha bebê dos Littles.

### Elenco de dubladores
- Michael J. Fox como Stuart Little
- Melanie Griffith como Margalo
- Nathan Lane como Snowbell
- James Woods como o Falcão
- Steve Zahn como Monty

## Produção
As filmagens começaram nas cidades de Nova Iorque e Culver City em 5 de março de 2001 e duraram até junho daquele ano. Após os ataques de 11 de setembro, as Torres Gêmeas tiveram de ser removidas digitalmente e algumas filmagens precisaram ser refeitas.

## Recepção

### Resposta crítica
No agregador de críticas Rotten Tomatoes, o filme tem uma taxa de aprovação de 81% com base em críticas de 124 críticos, com o consenso: "Stuart Little 2 é uma sequência doce e visualmente impressionante que oferece entretenimento saudável para as crianças". No Metacritic, o filme tem a pontuação 66/100, com base em 29 críticas, indicando "revisões geralmente favoráveis". O público pesquisado pelo CinemaScore atribuiu ao filme uma nota A na escala de A+ a F.
Ann Hornaday escreveu uma crítica positiva no The Washington Post, observando como o cenário idealizado do filme o torna familiar; Hornaday elogiou as performances vocais de Fox, Griffith e Woods em seus papéis como Stuart, Margalo e Falcão, respectivamente, bem como a animação por computador dos personagens: "Os personagens animados se envolvem em tais movimentos naturais e, mais importante, exalam tal expressão emocional sutil que eles combinam perfeitamente com seus colegas de ação ao vivo". Tom Shen, do Chicago Reader, descreveu o filme como "bastante estereotipado", mas elogiou suas piadas como "hilárias", especialmente aquelas provenientes de Snowbell, o gato dos Littles.

### Bilheteria
O filme teve em seu fim de semana de abertura uma renda bruta de 15,1 milhões de dólares. O total doméstico foi de 65 milhões de dólares e o total mundial foi de 170 milhões de dólares, contra um orçamento de produção estimado em 120 milhões de dólares.

## Trilha sonora
O álbum da trilha sonora do filme, Music From And Inspired By Stuart Little 2, foi lançada pela Epic Records e Sony Music Soundtrax em 16 de julho de 2002 nos formatos CD e K7. As duas faixas finais são pistas compostas por Alan Silvestri.

### Faixas
| N.º            | Título                                                                             | Produtor(es)               | Duração |  |
| 1.             | "I'm Alive (créditos finais)" (interpretada por Celine Dion)                       | Kristian Lundin            | 3:28    |  |
| 2.             | "Put a Little Love in Your Heart (créditos iniciais)" (interpretada por Mary Mary) | VME                        | 3:09    |  |
| 3.             | "Top of the World" (interpretada por Mandy Moore)                                  |                            | 3:22    |  |
| 4.             | "Another Small Adventure" ((interpretada por Chantal Kreviazuk)                    |                            | 2:57    |  |
| 5.             | "One" (interpretada por Nathan Lane)                                               | Rick Jarrard               | 2:18    |  |
| 6.             | "What I Like About You" (interpretada por The Romantics)                           | Pete Solley                | 2:56    |  |
| 7.             | "Hold On To The Good Things" (interpretada por Shawn Colvin)                       |                            | 3:30    |  |
| 8.             | "Count on Me" (interpretada por Billy Gilman)                                      |                            | 3:42    |  |
| 9.             | "Smile" ((interpretada por Vitamin C)                                              | Josh Deutsch, Garry Hughes | 3:58    |  |
| 10.            | "Alone Again (Naturally)" (interpretada por Gilbert O'Sullivan)                    | Gilbert O'Sullivan         | 3:38    |  |
| 11.            | "Born to Be Wild" (interpretada por Steppenwolf)                                   | Gabriel Mekler             | 3:30    |  |
| 12.            | "Little Angel of Mine" (interpretada por No Secrets)                               |                            | 3:47    |  |
| 13.            | "Falcon Finito" (Alan Silvestri)                                                   |                            | 6:51    |  |
| 14.            | "Silver Lining" (Alan Silvestri)                                                   |                            | 4:21    |  |
| Duração total: | Duração total:                                                                     | Duração total:             | 51:27   |  |

## Prêmios e indicações
| Ano  | Prêmio                       | Categoria                                              | Nomeação                                              | Resultado |
| ---- | ---------------------------- | ------------------------------------------------------ | ----------------------------------------------------- | --------- |
| 2002 | BAFTA Children's Award       | Melhor Longa-Metragem                                  | Douglas Wick Lucy Fisher Rob Minkoff Bruce Joel Rubin | Indicado  |
| 2003 | Golden Trailer Award         | Melhor Animação / Filme Família                        |                                                       | Indicado  |
| 2003 | Visual Effects Society Award | Melhor animação de personagens em um filme live action | Tony Bancroft David Schaub Eric Armstrong Sean Mullen | Venceu    |
| 2003 | Visual Effects Society Award | Melhor imagem de efeitos especiais em um filme         | Earl Wiggins Mark Vargo Tom Houghton Anna Foerster    | Indicado  |
| 2003 | Young Artist Award           | Melhor Filme Familiar                                  | Rob Minkoff                                           | Indicado  |

## Outras mídias

### Mídia doméstica
Stuart Little 2 foi lançado em VHS e DVD em 10 de dezembro de 2002 na América do Norte e em 24 de novembro do mesmo ano no Reino Unido com ambos os lançamentos feitos pela Columbia TriStar Home Entertainment. Um lançamento duplo em Blu-ray/DVD foi feito em 28 de junho de 2011, juntamente com o primeiro filme pela Sony Pictures Home Entertainment.

### Vídeo game
Também foram lançados vídeo games inspirados no filme para as plataformas PlayStation, Game Boy Advance e Microsoft Windows.